# A gyergyószárhegyi lófők, primorok és címeres nemesek listája
A gyergyószárhegyi lófők, primorok és címeres nemesek listája családtörténeti adatokkal kiegészített lap az 1869-ig egyértelmű rendi jogállással iratdokumentált szárhegyi székely nemesek (főemberek, címeres nemesek, lófők, lovas és gyalogos puskások v. darabontok) névsorát tartalmazza. Az elveszett lófősítő, nemességadományozó kiváltságlevelek, gyalogpuskás rangemelések lehetséges keletkezési időpontjára és adományozójára, csak a szárhegyi katonai összeírások (1713-ig egyben rendi jegyzőkönyvek is) adataiból lehet következtetni, az Erdélyi Királyi Könyvekben nem szerepel mindegyik másolata.

## Szárhegyi nemesítések / dokumentált szárhegyi primorok, címeres nemesek, lófők, gyalogpuskások
- Ambrus Ferenc és István – lófők / 1721[3]
- Ambrus Ferenc – lófő / 1763[4]
- Ambrus Ferenc – nemes lófő (63 éves) / 1773[5]
- Ambrus Antal – lófő / 1792[6]

A családnév első dokumentált szárhegyi előfordulása 1643-as, az ekkor keletkezett katonai összeírásban a gyalogrendű Ambrus Mihály lovaskatona neve szerepel.
- Angi Balázs – lófő / 1643[7]
- Angi Balázs „árva” – lófő / 1702[8]
- Angi Ferenc – lófő / 1721[3]
- Angi Sámuel – lófő / 1785 (jobbágytartó határőr katonacsalád)[9]

A családnév első dokumentált szárhegyi előfordulása Angi Balázs libertinushoz köthető, neve az 1614-es katonai lustrajegyzékben található. Szárhegyen kívül a 17. században Gyergyószentmiklóson 1602-től folyamatosan, Kilyénfaván pedig egyszer, az 1683-as lustrában szerepel a családnév. Itt ekkor szintén egy Angi Balázst mustráltak, aki a jegyzék szerint lovas és „recens”, azaz „új” volt.
A család egy részét egy 1964-ben kelt lábjegyzetben leírtak szerint valaha Csatlós vezetéknéven is hívták: "1778. [...] Itt jegyzem meg – az Angiak egy része fenn a Csinódon pl. Angi János és Ferkó – Csatlós néven hívattak."
- Bajna (másnéven Ötvös) György, Péter, István, Gábor, Miklós, Ferenc, András és Mihály czímeres nemeslevele: 1676. 04. 15., I. Apafi Mihály – erdélyi fejedelem[10]
- Bajna György – nemes / 1750[11]

A családnév első dokumentált szárhegyi előfordulása 1676-os (nemesség adományozás).
- Balázs János – gyalogpuskás / 1614[12]
- Balázs János – gyalogpuskás / 1616[13]
- Balázs János – gyalogpuskás / 1619[14]
- Balázs István – gyalogpuskás / 1643[7]
- Balázs János lovaspuskás lófősítése: 1655, Havasalföld, ploesti haditábor, II. Rákóczi György – erdélyi fejedelem[15]
- Balázs Jánosné – lovaspuskás család / 1658 (A családfő feltehetően II. Rákóczi György 1657-es lengyelországi hadjárata alatt meghalt, vagy tatár fogságba esett.)[16]

A családnév első dokumentált szárhegyi előfordulása 1614-es (Balázs János gyalogpuskás).
- Balázs „Deák” – gyalogpuskás / 1619[14]

- Balyko Gergely – gyalogpuskás / 1614[12]

- Barabás János – lófő / 1569[17]
- Barabás Ferencné – gyalogpuskás család / 1619[14]
- Barabás Gergely – gyalogpuskás (meghalt) / 1643 tájéka[7]
- Barabás Gergely árva fia, János (17 év alatti) – gyalogpuskás / 1643 tájéka[7]
- Barabás János – lófő / 1658[5]
- Barabás Mátyás – nemes lófő (47 éves) / 1773[5]

A családnév első dokumentált szárhegyi említése 1569-es. A szárhegyi Barabások utolsó képviselője feltehetően a fent említett Barabás János „primipilus” volt, aki az 1658-as moldvai betörésnél esett el.
„ Én az geneologiám eztet tudom, hogy az én nagy anyám egy volt Deák Pálnéval annyával. Az atyuk volt Barabás Gergely, Barabás Gergelynek maradt egy fia Barabás János, melyet a molduvai oláhok Gyergyóra jövén akkor vágtak le, szabad nemes primipilus volt … „ (Olá András vallomása, 1727. május 3. – gr. Lázár Ferenc jobbágya, 84 éves). A vallomásban említett, 1658-ban elesett Barabás Jánost a 15 évvel korábbi (1643-as) szárhegyi katonai lustra kiegészítésében is megtalálhatjuk, igaz itt még nem a lófők (primipilusok), hanem a gyalogrendű katonacsaládok árván maradt tagjai („orphani [Pedites]”) között említik: „Barabas Gergelj arua fia, Janos puer” (= Barabás Gergely árva fia, a 17 év alatti János). Személyével, a szárhegyi Barabások vonala az összeírások alapján 1658-ban megszakadt.
Később a családnév újra megjelent Szárhegyen, de egy 1817-es forrás szerint (Losteiner János plébános jegyzete) ezek a Barabások már Kilyénfalváról települtek át: „ A Gentsi Familia Szent Miklósról, a Kemenes Familia Szent Miklósról, a Barabás Familia, és az András Familia Killyénfalvából szállotak ide az … „ – A kilyénfalvi származást a szárhegyi házassági anyakönyv 1770-es évének első két bejegyzése is megerősíti (Barabás János és Barabás Péter házassága).
- Baritz Péter – lófő / 1702[8]

A család gyergyóalfalvi eredetű, a családnév első alfalvi említése 1569-es. Szárhegyi vonatkozásúként az 1681-es lustrajegyzékben említik a családnevet először (Baricz János), majd két évvel később, a Bécsi hadjárat után számbavett lovasok 1683-as listájában már a következő megjegyzés olvasható: „Baricz János oda holt, fia 1, Péter, 6 esztendeigh ne szolgállyon.”
- Barta Péter árvái – gyalogpuskás család / 1614[12]
- Barta Péter árvái, Miklós, István és János – gyalogpuskás család / 1619[14]
- Barta János árvája, András – gyalogpuskás / 1619[14]
- Bartha András és Béla – lófőség adományozása, 1629. jún. 1. (Bethlen Gábor) / f: Endes Miklós: Csík-, Gyergyó-, Kászon-székek földjének és népének története 1918-ig, 104. old. / Székely Oklevéltár. VI.kötet.179.l
- Barta Miklós és fia, András (17 év alatti) – gyalogpuskások / 1643[7]
- Barta István és fiai, Mátyás és Mihály (17 év alattiak) – gyalogpuskások / 1643[7]
- Barta István – gyalogpuskás (meghalt) / 1643 tájéka[7]
- Barta János (István öccse) és fia, Péter (17 év alatti) – gyalogpuskások / 1643[7]
- Barta Miklós, István és János lovaspuskások lófősítése: 1655, Havasalföld, ploesti haditábor – II. Rákóczi György, erdélyi fejedelem[15]
- Barta Miklósné – lovaspuskás család / 1658 (A családfő feltehetően II. Rákóczi György 1657-es lengyelországi hadjárata alatt meghalt, vagy tatár fogságba esett.)[16]
- Barta Istvánné – lovaspuskás család / 1658 (A családfő feltehetően II. Rákóczi György 1657-es lengyelországi hadjárata alatt meghalt, vagy tatár fogságba esett.)[16]
- Barta Jánosné – lovaspuskás család / 1658 (A családfő feltehetően II. Rákóczi György 1657-es lengyelországi hadjárata alatt meghalt, vagy tatár fogságba esett.)[16]

A családnév első dokumentált szárhegyi említése az 1614-es lustrajegyzékben történik (Barta Péter gyalogpuskás). Egy mintegy 60 évvel későbbi, 1670-es tanúvallatás alapján a későbbi szárhegyi Barták egy része Köszvényes-Remetéről érkezhetett a településre: „Szárhegyi nagyobb Barta Mihály alias Szász inquiráltatása, kinek az attya Keözvényes-Remetén veres drabant volt.” … „Ez az megírt exponens Száz Mihály alias Barta Sipos is itt Remetén lött az világra, Száz Pál veres drabant fia. Azt a Száz Pált Sipos Pálnak is hítták az mostohaapjáról. Hogy Száz Pál az hadban kezdte szolgálni, az Közvényesen lakó Só István házában volt veres drabant.”
- Bartalis Ferenc árvái, Katalin és Margit – gyalogpuskás család / 1619[14]
- Bartalis András és Balázs lófősítése: 1627. dec. 13, Körmöcz, Báthory Gábor – erdélyi fejedelem[2]
- Bartalis Balázs, öccse: István, fiai: Mihály és a 17 év alatti János, unokája: Péter (17 év alatti) – lófők / 1643[7]
- Bartalis János, Mihály és Balázs – lófők / 1702[8]
- Bartalis János – lófő / 1720[20] / f: Endes Miklós: Csík-, Gyergyó-, Kászon-székek földjének és népének története 1918-ig, 181.old.
- Bartalis János „szárhegyi armalista adózó nemes”, egy 1770 / 1773 évi nemesi összeírás adatai szerint udvarbíró volt gr. Bethlen Miklós szurduki birtokán[21]
- Bartalis János (idősebb) – lófő / 1779[6]
- Bartalis Mátyás – lófő / 1785 (jobbágytartó határőrkatona)[9]

A családnév első dokumentált szárhegyi említése az 1614-es szárhegyi lustrajegyzékben történik, ebben Bartalis András libertinus nevével találkozhatunk.
- Benes Pál – lófő, „új” / 1643[7]

Az összeírásban neve mellett az „új” megjegyzés szerepel.
- Benkes István – gyalogpuskás / 1619[14]
- Benkes István – alkalmatlan gyalogpuskások rovata / 1643 tájéka[7]
- Benkes Péter (idősebb) – pap (másnéven Szárhegyi Péter – pap), neje: Balázs Katalin és gyermekei: Máté, Gallus és Zsófia czímeres nemeslevele / 1651. 02. 28., Gyulafehérvár, II. Rákóczi György – erdélyi fejedelem[22] (megj. házas pap (!), a címerben taláros pap)
- Benkes Istvánné – gyalogpuskás család / 1658[16]
- Benkes Gallus – lófő / 1702[8]
- Benkes Péter – armalista nemes / 1713[23]

Bár a családnév már az 1614-es szárhegyi lustrában is megtalálható (Benkes Péter libertinus), az 1651-ben nemesített Benkes Péter pap feltehetően a háromszéki Lécfalváról származott. Erre Losteiner János, szárhegyi plébános 1817 környéki feljegyzése utal: „Benkes Péter … 1 feleséges plébánosa volt Szárhegynek, ennek maradéki két fia, Máté és Gáll. Így Tőke Benkes Péter pap Háromszéki Létzfalvi, s ennek két fia: Gáll (ennek fia Péter, ennek lánya Anna, ennek fia Ignátz) és Máté (ennek lánya Ilona, ennek fia István, ennek fiai József és Ferenc). „
Benkes Péter plébánosról egy másik kései utóda, Török Sándor plébános is említést tesz az általa, 1818 és 1831 között írt szárhegyi historia domusban: „ … a megyét valaha circa 1650 még feleséges pap, tudniillik Benkes Péter szolgálta volna. Én ennek a tradiciónak hitelt is adnék, ha Benkes István magtalan székely Testamentomából, melynél fogva mindenét belső és külső fekvő jószágait a szárhegyi templomnak testálván azt nem olvastam volna, hogy: [„Mivel pedig ez az Benkes nemzet annyira deficiált* hogy én meg nem gondolhatom iure Consangvinitatis Legitimae* hire maradhatna Péter pap eötsémen kivül”] és én gondolom, hogy akkor az említett Benkes Péter volt itt a pap vagy plebanus.„ (* deficiált = megfogyatkozott / * iure Consangvinitatis Legitimae = törvényes vérrokonság jogán)
- Bernáld István – gyalogpuskás / 1619[14]
- Bernáld István és fiai: András, Bernáld, György és a 17 év alatti István, János és Mihály – gyalogpuskások / 1643 (neve mellé az összeírók a következő megjegyzést tették: „NB. louon szolgált, az hites emberek referalliak”.)[7]
- Bernád János (ifjabb) – lófő / 1713[24]
- Bernád János – lófő / 1721[3]

A családnév első dokumentált szárhegyi képviselője Bernáld István, aki az 1614-es katonai összeírásban még libertinusként látható.
- Bíró Antal lófősítése: 1610. ápr. 30, Gyulafehérvár, Báthory Gábor – erdélyi fejedelem[2]
- Bíró Antal – lófő / 1614[12]
- Bíró Antal és Gergely – lófők / 1616[13]
- Bíró Antal „nobilis” (= nemes, ~ lófő) / 1627 (a tanúvallomása idején kb. 96 éves)[20]
- Bíró Balázs és fia, András (17 év alatti) – lófők / 1643[7]
- Bíró Pál, Bíró János, idősebb és fiatalabb Bíró Balázs – lófők / 1702[8]
- Bíró Pál (másnéven Fülöp Pál) – lófő / 1712[6]

A családnév első dokumentált szárhegyi képviselője az 1610-ben lófősített Bíró Antal libertinus, említése először az 1602-es lustrajegyzékben történik. A lófők között 1702-ben felsorolt Bíró János 5 évvel későbbi halálának körülményeiről a szárhegyi halotti anyakönyv 43-as lapja szolgáltat fontos és érdekes történelmi adalékokat. Az anyakönyvi lap ugyanis tartalmazza a Rákóczi-szabadságharc végén, a Szárhegyre is betörő császári (labanc) haderő által, a szárhegyi ferences templom czintermében 1707. december 15-én lemészárolt 8 szárhegyi nevét, köztük az ekkor 45 éves szárhegyi Bíró János lófőét is.
Cserei Mihály labancpárti székely történetíró leírása a decemberi gyergyószéki eseményekről:
„Már az egész ország meghódolt vala, mégis azok a nyomorult, vakmerő paraszt gyergyaiak Rákóczi mellől el nem akarának állni, hanem az erdőn, a mint Gyergyóban mennek Csikból, erős sánczot csinálván, mind oda gyűlének fegyveresen; egy német kurucz kapitány is vala velek, a biztatá, hogy a németet be ne bocsássák, Elekes András levén királybirájok, kit a kuruczok választottak vala. Igazán kurucznak való királybiró is volt az, egy büszke rossz ember, fiával együtt fellázaszták a populét, a ki nem akart is, erővel a sánczba hajták. Acton három izben is külde hozzájok, ne bolondoskodjanak, hódoljanak meg, készen a grátia, de amazok hozzá lövődözének az Acton követeihez. Acton megboszonkodék, oláhokat kerestete, kik valamely ösvényen bevigyék. Szent-Tamásról megindula, rettenetes kietlen kősziklás helyeken, hol soha többször ember nem járt, beérkezék Gyergyóban; a sánczot odahagyák a székelyek, közel levén az erdő, oda szaladának, a németek, ráczok a kiket elérének levágák, a falukot mind felégeték számtalan gabonájokkal együtt, marhájokot, méneseket elhajták. Valának egynéhány örménynek, azok is fegyvert fogának, a német mind levágá őket, a szárhegi klastromot is felverik, megdöfölék jól a kurucos barátokat, s minden ott találtatott egyetmást felpraedalának, rettenetes nyereséggel visszajövének. Ott vágák le szegény Both Andrást s a notáriust Solyom Thamást.”
Török Sándor, szárhegyi plébános (1818–1831) bejegyzése a szárhegyi historia domusban: „Mellyek után feljegyeztetnek azon szerentsétlen Hazafiaknak nevek a kik meg ölettetnek. Történt pedig ezen gyilkolás az említett 1707-ik esztendőben December 14-kén. Itten pedig Szárhegyen december 15-én, a Parókiális Czinteremben nyoltzan ölettetvén meg a barátok Czintermében temettettek el, mint hogy a Parochiális Czinterem, vérrel meg fertéztetett, és még a szent edények is violáltattak volt a pogányoknál alább való átkozott németektől. ”
Az 1712-es szárhegyi adóösszeírásban a szárhegyi Bírók egyedüli képviselője már csak a Fülöp vezetéknéven is ismert Bíró Pál. Róla két egyházi korabeli iratban a következőket vetették papírra: „Gy. Szárhegyi Bíró Páll alias Fülöp pplus. Szántó földe örökösön … „ (1712) / „Szárhegyi Fülöp Pál uram alias Bíró, az 1733 esztendőben ingrediált buzáról rozsról, árpáról helyesen ada számot...” (1734) – (* pplus. = primipilus = lófő)
Bíró Pál fiát, szárhegyi Bíró Jánost egy 1754. jan. 21-én kelt házassági anyakönyvi bejegyzés így említi: „ Testes Adamus Gencsi, et Joannes Biró alias Fülöp instructor modernus Szárheg… ” , azaz a tanúk: Gencsi Ádám és Bíró, más néven Fülöp János, szárhegyi tanító.
- Bokor Istvánné – gyalogpuskás család / 1658[16]

- Boros Máté – gyalogpuskás / 1614[12]
- Boros Tamás ("nőtelen") – gyalogpuskás / 1643[7]
- Boros János – gyalogpuskás (meghalt) / 1643 tájéka[7]
- Boros Tamás lófősítése: 1658. ápr. 11, Gyulafehérvár, II. Rákóczi György – erdélyi fejedelem[2]

Már az 1602-es szárhegyi lustrajegyzékben is megtalálható a családnév, Boros Máté szabados (libertinus) személyében.
- Csehi Gergely és István nemesítése: 1625. máj. 17., Gyulafehérvár, Bethlen Gábor – erdélyi fejedelem / f: A székely nemesség kialakulásának folyamata a 17.század első felében / Balogh Judit, Kolozsvár, 2005.(94.o.)

A családnév első szárhegyi megjelenése 1625-ös (nemesítés), legközelebb pedig csak 1661-ben említik. Ekkor Csehi Györgyné neve található a szárhegyi „megh zabadultak” összeírásában (1661, Kászoni rét). Feltehetően a tatár fogságból kiszabadultak jegyzéke.
- Csergő Pál – gyalogpuskás / 1614[12]
- Csergő Pál (beteg) – gyalogpuskás / 1616[13]
- Csergő Pál („Lázár István uram kulcsára”) – gyalogpuskás / 1619[14]
- Csergő Pál gyalogpuskás ("pedes pixidarius") / 1627 (a tanúvallomása idején kb. 60 éves)[20]
- Csergő Ambrus „nobilis” (= nemes, ~ lófő) / 1627 (a tanúvallomása idején kb. 70 éves)[20]
- Csergő András és öccsei, Mihály és Ambrus – lófők / 1643[7]
- Csergő Pál – gyalogpuskás (meghalt) / 1643 tájéka[7]
- Csergő Mihály Deák – gyalogpuskás / 1658[16]
- Csergő András – lófő / 1702[8]

A családnév első dokumentált szárhegyi képviselője Csergő Pál. Nevét az 1602-es szárhegyi lustrajegyzék még a szabadosok között (libertinusok) említi.
- Csiki Gergely és István czímeres nemeslevele: 1625. máj. 17., Bethlen Gábor – erdélyi fejedelem[10]
- Csiki István (a meghalt lófők rovatában) / 1643 tájéka[7]
- Csiki Gergely és öccsei: János, Mihály és a 17 év alatti Benedek – primorok / 1643[7]
- Csiki Benedek, István, Mihály – primorok / 1702[8]
- Csiki Benedek – armalista nemes / 1713[23]
- Csiki István – armalista nemes / 1713[23]
- Csiki György – armalista nemes / 1713[23]
- Csiki János és Jakab – nemesek / 1750[11]

A primori rendi jogállás említése
A családnév első dokumentált szárhegyi képviselője az 1602-es, 1614-es és 1616-os lustrajegyzékekben látható Csiki István szabados (libertinus).
- Deák István – lófő / 1569[17]
- Deák András – lófő / 1602[26]
- Deák András – lófő / 1614[12]
- Deák András – lófő / 1616[13]
- Deák András „nobilis” (= nemes/lófő) / 1627 (a tanúvallomása idején kb. 80 éves)[20]
- Deák András, fia: István, unokái: Gábor és a 17 év alatti Benedek – lófők / 1643[7]
- Deák Tamás – lófő (meghalt) / 1643 tájéka[7]
- Deák Ferenc, Péter, Benedek és Mihály – lófők / 1702[8]
- Deák Péter – nemes / 1713[24]

Losteiner János, szárhegyi plébános 1817 környéki feljegyzéseiből a következők ismeretesek még a szárhegyi lófőrendű Deák család kapcsán:
„Vagyon egy Deák famillia székely katonaságot viselő* is, a kik jó mester emberek ugyan, de mégis szegények.” – (* A székely határőr gyalogezredben, 1764 után.) – megj. Deák vagy Literáti családnéven ismeretes volt a Fülöp család primori ága is (ld. a Fülöp családnév alatt)
- Deseö András – gyalogpuskás / 1643[7]

- Dragics János – gyalogpuskás / 1614[12]
- Dragics János – gyalogpuskás / 1616[13]
- Dragics János – gyalogpuskás / 1619[14]
- Dragics Mihály és fia, János – gyalogpuskások / 1643[7]
- Dragics János ("erőtlen vén ember") – alkalmatlan gyalogpuskások rovata / 1643 tájéka

- Elekes András – gyalogpuskás (meghalt) / 1643 tájéka[7]
- Elekes János – lófő / 1670

Az említett Elekes János egy 1670-es nemességigazolás alapján Felcsík-székről került Szárhegyre: „Szárhegyi Elekes János és ditrai Elekes István inquiráltatások az atyjok Felcsík-széki Eleks Ferencz nemességek felől.” … ”Tudom azt, hogy Bálint Pál régi főnemes ember volt, mi köztünk hadnagy zabját soha nem adott, Bálint Pál fia Bálint Péter, Bálint Péter fia Elekes Ferencz, Elekes Ferencz fiai Elekes János és Elekes István. Itt mi nálunk Elekes Ferenczet Péter Ferencznek hijják vala. Tudom azt, hogy az nemzetségek is nem adott hadnagy lova zabját, mert lófő nemes emberek voltak (6 tanú vall így)”
- Erős Pál – gyalogpuskás (települési esküdt) / 1614[12]
- Erős Pál – gyalogpuskás / 1619[14]
- Erős Pál és fiai, Mihály, Balázs és Péter, valamint a 17 év alatti János – gyalogpuskások / 1643[7]
- Erős György – gyalogpuskás / 1643[7]
- Erős Gergely és fia, a 17 év alatti András – gyalogpuskások / 1643[7]
- Erős Balázs lovaspuskás lófősítése: 1655, Havasalföld, ploesti haditábor, II. Rákóczi György – erdélyi fejedelem[15]
- Erős Mihály – gyalogpuskás / 1658[16]
- Erős György – gyalogpuskás / 1658[16]
- Erős Gergely – gyalogpuskás / 1658[16]
- Erős Pálné – gyalogpuskás család / 1658[16]
- Erős Gergely – lófő / 1710[18]
- Erős Gábor – nemes lófő (52 éves) / 1773[5]
- Erős Bálint – lófő / 1806[6]

A családnév első dokumentált szárhegyi említése 1602-es, az akkori lustrajegyékben Erős Pál még libertinusként szerepel.
- Fazekas Mihály – lófő / 1702[8]

- Ferenc Balázs – gyalogpuskás / 1616[13]
- Ferenc Balázs – gyalogpuskás / 1619[14]
- Ferenc Péter lovaspuskás lófősítése: 1655, Havasalföld, ploesti haditábor, II. Rákóczi György – erdélyi fejedelem[15]
- Ferenc Péter – lovaspuskás / 1658[16]
- Ferenc Mihály – gyalogpuskás / 1658[16]
- Ferenczi Péter – lófő / 1702[8]
- Cséplő János – lófő / 1721[3] – megj. A Ferenczi családnevűek – vagy egy részük – „Cséplő” vezetéknéven is ismertek voltak.[27]
- Ferenc János – nemes lófő (70 éves) / 1773[5]
- Ferencz József – lófő / 1792[6] A családnév első dokumentált szárhegyi képviselője az 1616-os és 1619-es lustrajegyzékekben látható Ferenc Balázs gyalogpuskás.

- Fülöp Mátyás – lófő / 1569[17]
- Fülöp Péter – lófő / 1602[26]
- Fülöp Péter és Máté – lófők / 1614[12]
- Fülöp Balázs árvái – gyalogpuskás család / 1614[12]
- Fülöp Péter és István – lófők / 1616[13]
- Fülöp Balázs árvái, Mihály és Márton – gyalogpuskás család / 1619[14]
- Fülöp Gergely / armális – 1625.május.17., adományozó: Bethlen Gábor erdélyi fejedelem / f: Endes Miklós: Csík-, Gyergyó-, Kászon-székek földjének és népének története 1918-ig, 104.old. / O.L.T. Lib.Reg.XIII.Bethlen.Gábor.12.l.
- Fülöp Péter „nobilis” (= nemes, ~ lófő) / 1627 (a tanúvallomása idején kb. 60 éves)[20]
- Fülöp István és fia, Mihály (17 év alatti) – lófők / 1643[7]
- Fülöp István és junior fiai, István és Mihály (17 év alattiak) – gyalogpuskások / 1643[7]
- Fülöp András, öccse: István, valamint fiai: a 17 év alatti János, Mihály és Péter – lófők / 1643[7]
- Fülöp Mátyás (a meghalt lófők rovatában) / 1643 tájéka[7]
- Fülöp Márton és Mihály, a kóborló lófők rovatában / 1643 tájéka[7]
- Fülöp István és Benedek lovaspuskások lófősítése: 1655, Havasalföld, ploesti haditábor, II. Rákóczi György[15]
- Fülöp István (nagyobbik) – lovaspuskás / 1658[16]
- Fülöp Istvánné – lovaspuskás család / 1658 (A családfő feltehetően II. Rákóczi György 1657-es lengyelországi hadjárata alatt meghalt, vagy tatár fogságba esett.)[16]
- Fülöp Benedek – lovaspuskás / 1658[16]
- Fülöp Balázs – gyalogpuskás / 1671 (a tanúvallomása idején kb. 55 éves)
- idősebb és fiatalabb Fülöp István, idősebb és fiatalabb Fülöp János – lófők / 1702[8] (idősebb Fülöp István lófő szintén a szárhegyi ferencesrendi templom kertjében esett el a császári haderő szárhegyi betörésekor, a fent mellékelt anyakönyvi lap másolata szerint 50 éves korában. Az 1707-es szárhegyi eseményeket ld. Bíró János lófő halálának leírásánál!)
- Fülöp János – lófő / 1720[20] / f: Endes Miklós: Csík-, Gyergyó-, Kászon-székek földjének és népének története 1918-ig, 181.old.
- Fülöp András – lófő / 1721[3]
- Fülöp Mátyás és András – lófők / 1755[6]
- Fülöp Jakab – nemes / 1786, házasság Lukács Annával[18]
- Fülöp Sámuel – nemes / 1786, házasság Benkes Zsófiával[18]
- Fülöp Gábor, József, Albert – jobbágytartó nemesek / 1785[9]
- Fülöp Gábor, József és István – nemesek / 1785[6]
- Fülöp István – nemes / 1788, házasság Benkes Apollóniával[18]
- Fülöp Ignácz – özvegy nemes / 1825, házasság Tóth Évával[18]
- Fülöp Ignácz – nőtlen nemes / 1826, házasság Szabó Annával[18]
- Fülöp László – nemes / 1830, házasság Sővér Teréziával[18]
- Fülöp Ádám – nemes / 1830, házasság Benkes Rozáliával[18]
- Fülöp Imre – nemes / 1837, házasság Barta Rozáliával[18]
- Fülöp Imre – nemes / 1854, házasság Puskás Erzsébettel[18]
- Fülöp Sándor – nemes / 1863, házasság Oláh Annával[18]
- Fülöp Balázs – nemes / 1793, házasság alfalvi Győrffy Zsuzsannával[18]
- Fülöp Ferenc – nemes / 1798, házasság Szabó Annával[18]
- Fülöp János, Ferenc és Fülöp Balázsné – nemesek / 1809[28]

+
A Fülöp családból kiszakadt primori ág (itt a Fülöp családnév a 18. század végére Deákká változott):
(primori rendi jogállás említése):
- Deák János „nobilis” (= nemes) / 1627 (a tanúvallomása idején kb. 45 éves és szárhegyi jegyző)[20]
- János Deák / 1633 – „gyergyai hites notárius és szárhegyi scholamester” (= gyergyószéki jegyző és szárhegyi iskolamester) – f: Erdélyi egyháztörténelmi adatok. 1. köt. Szerk. és kiadja Veszely Károly. Kolozsvár. 1860. 130./
- Fülöp János Deák, fia: Mihály, és 17 év alatti unokái: János és Gábor – primorok / 1643[7]
- Literáti János / 1647 / 60 éves gyergyószéki jegyző, korábban néhai gr. Lázár András szolgája,étekfogója és íródeákja (*Literáti = Deák) – f: gr.Lázár Miklós: A gróf Lázár család.1858./139.old./
- Fülöp Mihály és általa fiai: János, Gábor, István és unokái (Gábor fiai): Sámuel, Ferenc czímeres nemeslevele: 1680. május. 28., Apafi Mihály – erdélyi fejedelem[29] / A nemeslevélben jelezték, hogy apja szárhegyi Fülöp János volt. / A címerképben darumadár, csőrében lúdtollal (penna / íróeszköz). – az armális másolatát, címerleírását lásd: MNL / címereslevél adatbázis
- Fülöp István (másnéven Literáti István) – primor / 1702[8]
- Literáti* Sámuel – primor / 1702 (*Literáti = Deák, írástudó, ld. „Fülöp János Deáknál”)[8]
- Fülöp István Deák – armalista nemes / 1703[30]
- Fülöp Ferenc – „szolgáló emberrel (1) rendelkező armalista nemes” / 1721–1722[23]
- Deák János / 1768, neve tanúként szerepel szárhegyi Lázár Klára (gr. Lázár Ferenc lánya) és Csicsó-Keresztúri Torma Imre (Torma Miklós b. szolnoki főispán és Száva Judit bárónő fia) esküvői bejegyzésében[18]
- Deák János – nemes (61 éves) / 1773[5]
- Fülöp János – nemes / 1778[6]
- Deák család – jobbágytartó nemesek / 1785[9]
- Deák Béla – „Úr” / 1790[6]
- Deák János és Béla – a legf. helyen igazolja nemességét (LR.erd. XIII/63) / 1792[29] (megj. Adalbertus jelen esetben Béla helyett helyesen Albert)
- Deák Béla – nemes / 1802[6]
- Deák János és István – nemesek / 1809[28]
- Deák Antal – jobbágytartó / 1820[31]
- Deák Antal – nemes / 1821, házasság a csomafalvi nemes Baló Luca „Úrnővel” (primori rend)[18]
- Deák Antal – nemes / 1869, halotti anyakönyvi bejegyzés, Mikó Julianna (primori rend) férje[18]

Régi szárhegyi család, első említése 1569-es (lófők), de az 1614-es lustrajegyzékben a lófők mellett már a gyalogpuskások és a libertinusok között is megtalálható a családnév. 1817 tájékán Losteiner János, gyergyószárhegyi plébános a következőket említi meg a Fülöpökkel kapcsolatban: „ A nemes Fülöp Famillia magát legrégibnek lenni praetendálya Szárhegyen, de arra semmi documentumot se hiteles traditiot nem kaptam- most sokfelé lévén osztva joszagok többire csak a szegény rendű székelyek közi lehet számíttani, hanem a nemesi jussal mais bírnak, és a mellett erőssen állanak- Van egy Fülöp Familia Gyalog katonaságot* viselő is-ezek mind szegények, el árvásodtak. „ (* A székely határőr gyalogezredben, 1764 után. – megj. A szárhegyi lófőnemesek nagy része a gyalogezredben szolgált.)
"... ezen Szárhegyfalva felső résziben régtől fogva zállog képpen még néhai fő hadnagy Szárhegyi Titty Deák István Úrnak és élete párjának Száva Erzsébet asszony, consequenter* maradváinak, rajta akor lako jobágyával […] a felső fordulóban a gyepűkert mellet fel járó 7 vékás délről vicinnusa* Szász Ferenc, Titty Deák János Úr colonnusa* ..." – 1806 ( *consequenter = következésképpen, *vicinnusa = szomszédja, *colonnusa = jobbágya )
Losteiner János, szárhegyi plébános 1817 környéki feljegyzéseiből a következők ismeretesek még a szárhegyi Deákok (primorok) kapcsán: „ A gróf Lázár Familia után most az első hellyet tartya a Deák tekintetes Familia- ebből mostan csak egyetlen egy Deák Antal Úr van az élők között, és ebbe az egész famillia, ha csak mint Abrahámmal úgy nem történik, extingvalódik, az az deficiál-*. „ – (* deficiál = kihal)
- Gábor Péter – nemes / 1712[23]
- Gábor Márton – nemes (települési bíró) / 1773[5] Nem azonos a Gábor (másnéven Peczér !) vezetéknevű szárhegyi családdal, akik jobbágyok, és korábban grófi kutyavezetők is voltak.[6]

- Gál János és fia, Mihály (17 év alatti) – lófők / 1643[7]

A családnév először az 1643-as lustrajegyzékben látható, itt Gál János lovas és fia, a kiskorú Mihály szerepel.
- Gáspár István – gyalogpuskás / 1614[12]
- Gáspár István – – gyalogpuskás / 1616[13]
- Gáspár István – gyalogpuskás / 1619[14]
- Gáspár István és János lófősítése: 1631. júl. 18., I. Rákóczi György – erdélyi fejedelem[2]
- Gáspár István, fia: János, unokái: Péter, István, András, Ferenc, Balázs (17 év alattiak) – lófők / 1643[7]
- Gáspár István – lófő / 1671[20]
- Gáspár István – lófő / 1702[8]
- Gáspár István – nemes lófő (49 éves) / 1773[5]
- Gáspár József – lófő / 1792[6] A családnév első dokumentált szárhegyi említése 1614-es (Gáspár István gyalogpuskás).

- Gencsi János – nemes / 1724, fia (László) keresztelése[18]
- Gencsi Ádám – nemes / 1750[11]
- Gencsi János ("néhai") – nemes / 1762, felesége (Benedekfi Katalin) halála, 61 éves korában[18]

Az első szárhegyi Gencsi, Losteiner János plébános 1817-es feljegyzése alapján Gyergyószentmiklósról települt át: „ A Gentsi Familia Szent Miklósról, a Kemenes Familia Szent Miklósról, a Barabás Familia, és az András Familia Killyénfalvából szállotak ide az … „
- Gurzó Mátyás – nemes / 1750[11]

A családnevet 1704-ben említik először a Szárhegyhez kapcsolódó iratok. Ekkor a II. Rákóczi Ferenc haditáborába bevonult szárhegyi katonák listájában Gurzó Tamás neve szerepel.
- Horváth István és öccse, András – lófők / 1643[7]
- Horváth Mátyás és öccse, Ferenc – lófők / 1643[7]
- Horváth Mihály (a kóborló lófők rovatában) / 1643 tájéka[7]
- Horváth János, Mihály és Ferenc – lófők / 1702[8]

Először az 1643-as szárhegyi lustrajegyzék tartalmazza a családnevet.
- Illyés András – gyalogpuskás / 1658[16]

- István Mihály – lófő / 1755[6]

Csíkmadarasról származó család. A szárhegyi anyakönyv említi az Istvánokat először 1706-ban, István Márton fiának, Gábornak keresztelési, majd halotti bejegyzésében. István Márton neve mellett zárójelben az „ex. Csík Madaras…” megjegyzés szerepel.
- István „pap” árvája, Péter – gyalogpuskás / 1619[14]

- Jakab István – gyalogpuskás / 1614[12]
- Jakab Pál fia, Gábor (17 év alatti) – beosztható gyalogpuskások rovata / 1643 tájéka[7]

- Kászoni Antal – gyalogpuskás / 1619[14]

- Killyen György és fia, a 17 év alatti János – lófők / 1643[7]

A családnév minden bizonnyal Kilyénfalvi eredetre utal, sem korábban, sem később nem fordul elő a szárhegyi iratokban. Feltehetően az eredeti családnév maradt később használatban.
- Kiss András és István – lófők / 1758[6]
- Kiss András – nemes lófő (60 éves) / 1773[5]

A családnév első dokumentált szárhegyi képviselője az 1643-as lustrajegyzékben látható Kiss Mihály lovaskatona.
- Kocsárdi Ferenc – gyalogpuskás / 1619[14]
- Kocsárdi Ferenc – alkalmatlan gyalogpuskások rovata / 1643 tájéka[7]
- Kocsárdi Ferenc – gyalogpuskás / 1658[16]

- Kolumbán Jakab és fiai, Balázs és Jakab, valamint unokája, Tamás (17 év alatti) – gyalogpuskások / 1643[7]
- Kolumbán Tamás – gyalogpuskás (meghalt) / 1643 tájéka[7]
- Kolumbán Tamás – gyalogpuskás / 1658[16]
- Kolumbán András – nemes lófő (80 éves) / 1773[5]

- Kopias Miklós lovaspuskás lófősítése: 1655, Havasalföld, ploesti haditábor, II. Rákóczi György – erdélyi fejedelem[15]
- Kopias Mihályné (Miklósné?) – lovaspuskás család / 1658 (A családfő feltehetően II. Rákóczi György 1657-es lengyelországi hadjárata alatt meghalt, vagy tatár fogságba esett.)[16]

A családnév 1655 előtt nem szerepel a szárhegyi dokumentumokban.
- Korpos András – lófő / 1721[3] A családnevet 1704-ben említik először a Szárhegyhez kapcsolódó iratok. Ekkor a II. Rákóczi Ferenc haditáborába bevonult szárhegyi katonák listájában Korpos István neve szerepel.[32]

- Kovács Mihály – gyalogpuskás / 1614[12]
- Kovács Mihály árvája – gyalogpuskás / 1614[12]
- Kovács Mihály – gyalogpuskás / 1616[13]
- Kovács Mihály árvája, István – gyalogpuskás / 1619[14]
- 2 x Kovács Mihály – gyalogpuskás / 1619[14]
- Kovács Pál – gyalogpuskás / 1619[14]
- Kovács Mihály junior fiai, János és a 17 év alatti András, István és Péter – gyalogpuskások / 1643[7]
- Kovács János – gyalogpuskás / 1643[7]
- Kovács Máté és fiai, Mátyás, Mihály és a 17 év alatti Tamás és Lőrinc – gyalogpuskások / 1643[7]
- Kovács István (beteg) – alkalmatlan gyalogpuskások rovata / 1643 tájéka[7]
- Kovács Mihály junior – gyalogpuskás (meghalt) / 1643 tájéka[7]
- Kovács Balázs fiai, Mihály és István (17 év alattiak) – beosztható gyalogpuskások rovata / 1643 tájéka[7]
- Kovács Balázs lovaspuskás lófősítése: 1655, Havasalföld, ploesti haditábor, II. Rákóczi György – erdélyi fejedelem[15]
- Kovács Balázs – lovaspuskás / 1658[16]
- Kovács Pál – gyalogpuskás / 1658[16]
- Kovács Mihály (junior) – gyalogpuskás / 1658[16]
- Kovács Mátyás – gyalogpuskás / 1658[16]
- Kovács Jánosné – gyalogpuskás család / 1658[16]
- Kovács Mihály – lófő / 1792[6]

- Kozma Gergely apró fiai, Mihály és István (az árva lófők rovatában) / 1643 tájéka[7]
- Kozma György „erőtlen, vén ember” (a hadi szolgálatra alkalmatlan lófők rovatában) / 1643 tájéka[7]
- Kozma Gergely (a hadi szolgálatra alkalmatlan lófők rovatában) / 1643 tájéka[7]
- Kozma István – lófő / 1702[8]
- Kozma Ferenc – lófő / 1757, 1758[6]
- Kozma József – lófő / 1792[6] A családnév első dokumentált szárhegyi előfordulása 1602-es, az ekkor keletkezett lustrajegyzék már három Kozma vezetéknevű szabad székelyt (libertinus) is tartalmaz.

- Laczkó István és fiai, János és a 17 év alatti Mihály, Márton és Tamás – gyalogpuskások / 1643 (Neve mellé az összeírók az „új” megjegyzést tették.)[7]
- Laczkó István lovaspuskás lófősítése: 1655, Havasalföld, ploesti haditábor, II. Rákóczi György – erdélyi fejedelem[15]
- Laczkó Istvánné – lovaspuskás család / 1658 (A családfő feltehetően II. Rákóczi György 1657-es lengyelországi hadjárata alatt meghalt, vagy tatár fogságba esett.)[16]
- Laczkó István – nemes lófő (50 éves) / 1773[5] A családnév első szárhegyi képviselője az 1643-ban gyalogpuskásként listába vett és 1655-ben lófősített Laczkó István.

- Lázár család – Szárhegy főrendi, grófi családja. A részletes családtörténeti adatokat ld.

Primori rendi jogállását szárhegyi előnévvel a m. kir. belügyminiszter 68.214 / 1935. B. M. szám alatt igazolta. / Grófi cím: Lázár Ferenc primor, 1702. március. 9., adományozó: I. Leopold
Erdély legrégibb főúri családainak egyike. A család reneszánsz stílusú kastélya Szárhegy kiemelkedő idegenforgalmi látványossága.
- Lukács István – nemes lófő (50 éves) / 1773[5]
- Lukács István (másnéven Rácz István) – lófő / 1786, 1792[6]
- Lukács Péter és Simon – lófők / 1803[6]
- Lukács Ferenc és Antal (másnéven Rácz Ferenc és Antal) – lófők / 1806[6]

- Mezei István és fiai, András, János, Ferenc, Péter (17 év alattiak) – lófők / 1643[7]
- Mezei István – lófő / 1671[20]
- Mezei János – lófő / 1702[8]

A családnév első dokumentált említése 1643-as. (szárhegyi lustra)
- Mihály Gábor – primor / 1702[1][8] – (Az 1704-es Rákóczi lustra adatai szerint a teljes neve: Mihály Deák Gábor)

A családnév (Mihály Deák) gyergyóújfalvi eredetű, ősük, Mihály Deák lófő 1628.04.07-én, Bethlen Gábortól kapott czímeres nemeslevelet.
- Miklós István lófősítése: 1591, Báthory Zsigmond – erdélyi fejedelem[33]
- Miklós János – gyalogpuskás / 1614[12]
- Miklós János – gyalogpuskás / 1643[7]
- Miklós Mihály – gyalogpuskás (meghalt) / 1643 tájéka[7]

A lófősítő levélre utaló 1818-as forrás a következő információkat szolgáltatja még Miklós Istvánnal kapcsolatban: „Primipilus Levele Gyergyó Széki Szárhegyi Miklós Istvánnak, és Ditrai Tenkely Máténak, kik származtanak Gergioba Fel-Csik Székből Göröczfalvából.” A Miklós családnév a későbbiekben is sokszor előfordul Szárhegyen, de már nem a lófők között. Következő említése 1614-es (szárhegyi lustra – Miklós János gyalogpuskás).
- Mincsor István árvája – gyalogpuskás / 1614[12]
- Mincsor Mihály (beteg) – gyalogpuskás / 1614[12]
- Mincsor Istvánné – gyalogpuskás család özvegye / 1616[13]
- Mincsor Mihály (nagyobbik, beteg) – gyalogpuskás / 1616[13]
- Mincsor Istvánné – gyalogpuskás család / 1619[14]
- Mincsor Mihály (kisebbik, beteg) – gyalogpuskás / 1619[14]
- Mincsor Mihály (nagyobbik) – gyalogpuskás / 1619[14]
- Mincsor Mihály (nagyobbik) – gyalogpuskás ("pedes pixidarius") / 1627 (a tanúvallomása idején kb. 70 éves)[20]
- Mincsor Péter és fiai, János és a 17 év alatti Mihály – gyalogpuskások / 1643[7]
- Mincsor István és fiai, a 17 év alatti Péter, János és Mihály – gyalogpuskások / 1643[7]
- Mincsor Mihály – alkalmatlan gyalogpuskások rovata / 1643 tájéka[7]
- Mincsor Péter és István lovaspuskások lófősítése: 1655, Havasalföld, ploesti haditábor, II. Rákóczi György – erdélyi fejedelem[15]
- Mincsor Péter – lovaspuskás / 1658[16]
- Mincsor Istvánné – lovaspuskás család / 1658 (A családfő feltehetően II. Rákóczi György 1657-es lengyelországi hadjárata alatt meghalt, vagy tatár fogságba esett.)[16]
- Mincsor György – lófő / 1721[3]
- Mincsor Péter – lófő / 1792[6] A családnév első dokumentált szárhegyi képviselője az 1602-es lustrajegyzékben látható Mincsor István libertinus. A családnév a 17. században csak Szárhegyen fordult elő. 1696-tól a Mincsorokat – vagy egy részüket – Miklós családnéven is említették a szárhegyi anyakönyvek.

- Nagy Gergely – lófő / 1569[17]
- Nagy Tamás, alkapitány – primor / 1602[26] (Primori rendi jogállás említése >[1]) / f: Endes Miklós: Csík-, Gyergyó-, Kászon-székek földjének és népének története 1918-ig, 133.old. / E.O.E.XVII.430.l.
- Nagy Gergely – lófő / 1614[12]
- Nagy Balázs – gyalogpuskás / 1614[12]
- Nagy István, János és Mihály – lófők / 1616[13]
- Nagy Balázs – gyalogpuskás / 1619[14]
- Nagy János – gyalogpuskás / 1619[14]
- Nagy István „nobilis” (= nemes, ~ lófő) / 1627 (a tanúvallomása idején kb. 70 éves)[20]
- Nagy Mihály, másképpen Szathmári Mihály lófősítése: 1636. máj. 9, Gyulafehérvár, I. Rákóczi György – erdélyi fejedelem[2]
- Nagy Balázs és fiai, Ferenc és Mihály (17 év alattiak) – lófők / 1643[7]
- Nagy Ferenc „nőtelen” – lófő / 1643[7]
- Nagy Gergely és fiai, Mihály és István (17 év alattiak) – lófők / 1643[7]
- Nagy István „új” – lófő / 1643[7]
- Nagy Mihály, fia János és unokája, Mihály (17 év alatti) – gyalogpuskások / 1643[7]
- Nagy Péter – alkalmatlan gyalogpuskások rovata / 1643 tájéka[7]
- Nagy Péter „apró fiai”, András, János és István – gyalogpuskások (árvák) / 1643 tájéka[7]
- Nagy András fia, Ferenc (17 év alatti) – beosztható gyalogpuskások rovata / 1643 tájéka[7]
- Nagy Mihály (a meghalt lófők rovatában) / 1643 tájéka[7]
- Nagy György „debilis, sánta” (a hadi szolgálatra alkalmatlan lófők rovatában) / 1643 tájéka[7]
- Nagy Jancsi (Nagy Mihály árvája) – lófő / 1643 tájéka[7]
- Nagy Mihály és András lovaspuskások lófősítése: 1655, Havasalföld, ploesti haditábor, II. Rákóczi György – erdélyi fejedelem[15]
- Nagy János – lovaspuskás / 1658[16]
- Nagy Andrásné – lovaspuskás család / 1658 (A családfő feltehetően II. Rákóczi György 1657-es lengyelországi hadjárata alatt meghalt, vagy tatár fogságba esett.)[16]
- Nagy Tamás – gyalogpuskás / 1658[16]
- Nagy Gergely Mihály – gyalogpuskás / 1658[16]
- Nagy Péterné – gyalogpuskás család /1658[16]
- Nagy Ferenc – lófő / 1702[8]
- Nagy István – lófő, falusbíró / 1720[20] / f: Endes Miklós: Csík-, Gyergyó-, Kászon-székek földjének és népének története 1918-ig, 181.old.
- Nagy Péter – lófő / 1721[3]

- Olá János – lófő / 1783[6] A moldvai származásra utaló családnév első dokumentált szárhegyi előfordulása Ola Miklós libertinushoz köthető, neve az 1602-es katonai lustrajegyzékben található. Bő 180 évvel később Olá János (Szárhegy, 1720 – Szárhegy, 1788), a gyergyószárhegyi római katolikus templom északi kápolnájába oltárt építtetett, melyre tett ígéretét 1783. november 11-én Darvas Péter, szárhegyi tanítómester és Baka József megerősítő kézjegyével okiratba is foglalták: „ Mi alább subscribált személlyek adgyuk tudtára mindenkinek a kiknek illik hogy Szárhegyi Olá János primipil. Székely lovas katona önként vala jó akarattyából nemes gondolattyából T. Szárhegyi Plebánus Uramnak azt igire hogy a parochiális templom észak felől való kápolnájában maga kölcségére egy oltárt fel fog állíttani, melynek felállítását egy részben bizá T. Plebános Uramra melyről adgyuk ezen attestationkat jólelkiismeretünk szerént Anno 1783 11. augusti á Szárhegyi Parochiális háznál. „[6]

A gyergyószárhegyi egyházi iratban mint látható, őt primipilusnak, azaz lófőnek említik. Ennek ellenére valószínűbb az, hogy a szárhegyi Olá család nem rendelkezett primipilátussal, csak az iratot készítők mosták egybe a lófőkatona és a huszárkatona fogalmakat. Olá János ( aki 1766-ban grófi tiszttartó, 1778-ban pedig fő megyebíró* is volt ), még valamikor 1764 előtt pénzért kiváltotta magát és családját a jobbágyság terhe alól özvegy gr. Lázár Ferencné, berivói Boér Zsófiától. Szabad székelyként így viszont 1764-ben, a székely határőrség megszervezésekor az I. Székely Határőr Huszárezred kötelékébe sorozták be őt és fiait. (* Fő megyebíró = egyházközségi főgondnok)
- Pál János – nemes / 1750[11]

- Péter Balázs – gyalogpuskás /1619[14]

- Polgár Antal – gyalogpuskás / 1619[14]
- Polgár Antal, öccse György és sógora, Gergely – gyalogpuskások / 1643[7]
- Polgár Antal és Gergely lovaspuskások lófősítése: 1655, Havasalföld, ploesti haditábor, II. Rákóczi György – erdélyi fejedelem[15]
- Polgár Gergelyné – lovaspuskás család / 1658 (A családfő feltehetően II. Rákóczi György 1657-es lengyelországi hadjárata alatt meghalt, vagy tatár fogságba esett.)[16]

A családnév első dokumentált szárhegyi képviselője Polgár Antal libertinus, akinek nevét az 1614-es lustrajegyzékben jegyezték fel. 1619-től a család már a gyalogpuskások között található. A 18. század első felében a „Polgárok” – vagy egy részük – használták a „György” vezetéknevet is. (ld. 1730-as anyakönyvi házassági bejegyzés: „György Mihály, alias Polgár Mihály” )
- Portik János – gyalogpuskás / 1658[16]

- Ruska Andrásné (özvegy) – lófő család / 1569[17]

- Sajgó János – gyalogpuskás / 1619[14]
- Sajgó János – alkalmatlan gyalogpuskások rovata / 1643 tájéka[7]
- Sajgó Lőrinc fiai, Péter és István – beosztható gyalogpuskások rovata / 1643 tájéka[7]
- Sajgó Lőrinc és János lovaspuskások lófősítése: 1655, Havasalföld, ploesti haditábor, II. Rákóczi György – erdélyi fejedelem[15]
- Sajgó Péter – lovaspuskás / 1658[16]
- Sajgó Lőrincné – lovaspuskás család / 1658 (A családfő feltehetően II. Rákóczi György 1657-es lengyelországi hadjárata alatt meghalt, vagy tatár fogságba esett.)[16]
- Sajgó Miklós és Bálint – lófők / 1702[8]
- Sajgó Bálint – lófő / 1712[6]
- Sajgó Miklós – lófő / 1713[24]
- Sajgó Bálint – lófő / 1721[3]
- Sajgó János – lófő / 1758[6] A családnév első dokumentált szárhegyi előfordulása 1614-es. Az ekkor keletkezett lustrajegyzékben két Sajgó Jánost is találunk, egyikük libertinus, a másik pedig zsellér.

- Sas Benedek és fia, Balázs (17 év alatti) – gyalogpuskások / 1643[7]
- Sas Benedek lovaspuskás lófősítése: 1655, Havasalföld, ploesti haditábor, II. Rákóczi György – erdélyi fejedelem[15]
- Sas Benedek – lovaspuskás / 1658[16]

A családnév első szárhegyi dokumentált előfordulása 1643-as. Az ekkor készült gyalogpuskás listában szintén az 1655-ben lófősített Sas Benedek neve szerepel.
- Simon István (idősebb és ifjabb) lófősítése: 1637. ápr. 4, Meggyes, I. Rákóczi György – erdélyi fejedelem[2]
- Simon István, öccse: István(?), fiai: Ferenc, Péter, Mihály (17 év alattiak) – lófők / 1643[7]
- Simó István (kisebb) – gyalogpuskás / 1658[16]
- Simon István és junior Simon István – lófők / 1702[8]
- Simon Ferenc – nemes lófő (55 éves) / 1773[5]
- Simon Antal – nemes lófő (52 éves) / 1773[5]

+
czímeres nemesek:
- Simo Antal és István – nemesek / 1750[11]
- Simon András „Úr, tricesimátor” (= harmincados, vámtiszt) / 1768, neve tanúként szerepel szárhegyi Lázár Klára (gr. Lázár Ferenc lánya) és Csicsó-Keresztúri Torma Imre (Torma Miklós b. szolnoki főispán és Száva Judit bárónő fia) esküvői bejegyzésében[18]
- Kézdi Antal / 1820[31] E család elkülönül a többi szárhegyi Simon családtól, és egy 1817 környéki forrás (Losteiner János plébános feljegyzése) szerint gyergyószentmiklósi eredetű: „ A Simó Familiának is az az ága melynek egyedül való maradéka Sz. Miklósi Titt Kézdi Antal, hajdon igen virágzó lehetett /: Generosus Dominusoknak sok helyt olvastam :/ és jószággal is szépen bírt- Kár hogy Titt Kézdi Antal uram azt annyifelé eladogatta, és adogattya mais … „ [6] – megj. a Kézdi családnév szerepel az 1750-es adóösszeírás gyergyószentmiklósi nemeseinek felsorolásában (Kézdi János).[11]

- Sólyom István – nemes / 1823, halotti anyakönyvi bejegyzés[18]
- Sólyom László – nemes / 1836, házasság Barabás Teréziával[18]
- Sólyom László – nemes özvegy / 1847, házasság Ferenc Juliannával[18]
- Sólyom István – nemes / 1859, konfirmáció 12 évesen (László fia)[18]

- Sővér Gergely és fia, a 17 év alatti István – lófők / 1643[7]

- Szabó Gergely árvája – gyalogpuskás / 1614[12]
- Szabó Gergely árvája, Péter – gyalogpuskás / 1619[14]
- Szabó György lófősítése: 1637. márc. 21, Meggyes, I. Rákóczi György – erdélyi fejedelem[2]
- Szabó Péter és fiai, Gergely, Mihály, Benedek (17 év alattiak) – gyalogpuskások / 1643[7]
- Szabó György és fiai, János és Mihály (17 év alattiak) – lófők / 1643[7]
- Szabó Máté és Mihály (a meghalt lófők rovatában) / 1643 tájéka[7]
- Szabó Péter lovaspuskás lófősítése: 1655, Havasalföld, ploesti haditábor, II. Rákóczi György – erdélyi fejedelem[15]
- Szabó Péter – lovaspuskás / 1658[16]
- Szabó András (nagyobb) – gyalogpuskás / 1658[16]
- Szabó Péter és István – lófők / 1702[8]
- Szabó Pál és Mihály – lófők / 1721[3]
- Szabó András – lófő / 1755[6]
- Szabó János – lófő / 1785 (jobbágytartó határőr huszárkatona)[9] A családnév már az 1602-es szárhegyi katonai lustrában is megtalálható, ebben Szabó Máté és Szabó András libertinusok neve szerepel.

- Szász András – gyalogpuskás / 1619[14]

A család a korabeli összeírások alapján zsellér, majd jobbágycsalád volt, a családnévvel kapcsolatban a következők olvashatóak egy 1616 tájékán készült jegyzékben: "Szász György Lázár István V. jobbagia, kit az Commissariusok is nalla hattak, de fiat noha fel szabaditottak eöreöksegestöl, mind az altal ismet el foglalta Lazar Istvan Vram."
- Szőcs Pál – gyalogpuskás / 1619[14]
- Szőcs Pál – alkalmatlan gyalogpuskások rovata / 1643 tájéka[7]
- Szőcs András – gyalogpuskás (meghalt) / 1643 tájéka[7]

- Varga János lovaspuskás lófősítése: 1655, Havasalföld, ploesti haditábor, II. Rákóczi György[15]
- Varga János – lovaspuskás / 1658[16]

- Veres Mátyás – gyalogpuskás / 1619[14]
- Veres Mátyás és fiai, Tamás és Gergely – gyalogpuskások / 1643[7]
- Veres Mihály és fiai: István és a 17 év alatti János, Mihály és Gergely – gyalogpuskások / 1643
- Veres Benedek fiai, Mihály és István (17 év alattiak) – beosztható gyalogpuskások rovata / 1643 tájéka

## A székely nemesség három rendje
A keleti székelyek a honfoglalás után határvédelmi feladatokat láttak el. Évszázadokon keresztül katonáskodtak, amiért cserében mindannyian nemesi jogokkal és kiváltságokkal éltek. A szabad székelyek három rendje (primorok, lófőrend, gyalogrend) 1473-ban került rögzítésre, amikor Mátyás király megparancsolta Mérai Magyar Balázs erdélyi vajdának és székely ispánnak, hogy a székely lófők (azok kiknek ősei is lovon harcoltak) és gyalogkatonák külön-külön jegyzékbe vétessenek fel a jövőben, és ezeken a székely vajdák és ispánok tudta nélkül nem lehet a továbbiakban változtatást eszközölni.
Bornemissza Pál és Werner György királyi tanácsosok és Erdélybe küldött királyi biztosok 1552-ben, I. Ferdinánd királyhoz intézett hivatalos előterjesztésükben a következőket közölték a székely nemzet három nemesi rendjéről: „ A székelyek általában mindannyian nemesek és mindenféle adó alól mentesek, mégis három rendbe tartoznak; közülük az előkelők, akiket nemeseknek mondanak, mintegy a bárók vagy a patriciusok helyével bírnak. Mások azok, akiket saját nyelvükön lófő székelyeknek neveznek, ezeket latinul primipilusoknak mondják, akik mindegy lovagrendűek. A többiek a közrendűek, mégis mindannyian, mint mondtuk, nemesek.”
1937-ben vitéz ákosfalvi Szilágyi László tollából a következők jelentek meg a Turul c. folyóiratban: „ Az 1790–1791. évi erdélyi országgyűlés 1791. évi junius hó 4-én tartott 58. ülésében – figyelembe véve, hogy a székely nemzet három egyenlő nemesi eredetű rendekből, úgymint: primores, vagyis fő-rend, primipilus, avagy ló-fő és pixidarius, avagy darabontságból áll – sarkalatos törvények és régi privilégiumok alapján egyhangú határozattal elrendelte, hogy a székely nemzetnek, hol annak emlékezete előfordul, mind az három rendjei említessenek.”

### A primorok (főemberek) rendje
A szabad székelyeknek az Árpád-korban eleinte két osztálya volt, a lófők és a gyalogok. Később alakult ki a magyar főnemesi rendnek megfelelő székely primorok osztálya (első említésük 1409-es), mely azonban sokáig átfedést mutatott a nemesi kiváltságok tekintetében a lófők rendjével. E rend nagyhatalmú, befolyásos, nagybirtokos rétege később a Habsburg uralkodóktól hűségjel gyanánt grófi és bárói címeket kapott.

### A lófők rendje
A lófőrend (lófő latinul = primipilii vagy primipilus) a magyar köznemesi, kisnemesi rétegnek felelt meg. 1473 után lófőnemességet már csak Erdély vajdái (későbbiekben fejedelmei) adhattak, akik kiváltságleveleikben megnevezték az adományozott és leszármazóinak katonai kötelezettségeit és előírták az ezek teljesítéséhez szükséges ló és felsorolt fegyverzet meglétét. A lófő helyett a 17. századtól néha az azonos értelmű lovag megnevezést is használták, 1600-ban pl. az aranyosszéki lófőket lovagoknak írták, Udvarhelyszéken pedig a magyarzsákodi Hegedüs-családról 1841-ben megállapították, hogy „székely lovagi nemesi joggal” él. Mindez érthető, hiszen a lófők fegyverzete a korabeli lófősítő kiváltságlevelek és lustrák adatai alapján testpáncélból (mellvértből), sisakból, pajzsból és lobogós kopjából állt.
A lófők számaránya a 16. század végére lecsökkent, de a 17. században Bethlen Gábor, I. Rákóczi György és II. Rákóczi György erdélyi fejedelmek katonapolitikájának köszönhetően erőteljes növekedésnek indult.

### A gyalogrend
A székely közrendűek csak a 16. századig tudták megőrizni érintetlenül nemesi kiváltságaikat. Ősi jogaik fokozatos csorbítása miatt 1562-ben lázadás tört ki II. János magyar király (későbbi János Zsigmond fejedelem) ellen, aki csapataival a felkelést leverte, és a felkelésben részt vevő székely közrendűeket jobbágysorba taszította. Báthory Zsigmond erdélyi fejedelem a székelyek katonapolitikai szerepét felismerve (t.i. 1599-ben a székelyek többsége a betörő havasalföldi vajda, Vitéz Mihály mellé állt) 1601. december 31-én kelt kiváltságlevelében visszaadta a jobbágysorba taszított székelyek régi szabadságjogait. A mintegy 39 évnyi fejedelmi jobbágyság mértékét jól érzékelteti egy 1569 tájékán keletkezett összeírás, mely szerint Szárhegyen mindössze csak 6 család (a primori Lázár család és 5 lófő) volt szabad. A jobbágyi terhek alól 1601-ben felszabadult, hadköteles szabad székelyek megnevezése a lustrajegyzékekben később libertinus, vagy szabados volt. A század közepére a libertinusok nagy része fejedelmi rangemeléssel gyalogpuskás (darabont) vagy lovaspuskás státuszba került, kisebb részük pedig visszacsúszott jobbágysorba. A későbbiekben az így felduzzasztott gyalogpuskás rend (gyalogrend) tekinthető a székely nemesség harmadik rendjének.

## A lista alapját adó gyergyószéki katonai összeírások sajátosságai
A 17–18. századi gyergyószéki székely összeírások jelentős részében (1654, 1658, 1660, 1681, 1683, 1685, 1702, 1712, 1750) – a 17. század első felében keletkezettekkel ellentétben – a katonák rendi jogállása nem állapítható meg minden esetben egyértelműen. A nagyobb lovas haderő kívánalma miatt (távoli hadjáratok, hatékonyság ...) a gyalogrend tagjai közül egyre többen írathatták magukat a lovasok közé. Így egy gyalogrendű katona is szolgálhatott lovon, de akár egy lófőrendű katona is lehetett pl. anyagi helyzete miatt gyalogos. Jó példája ennek az 1643-as szárhegyi katonai lustra „Primipilaris literis carentes sed tamen ab antiquo equestres inservientes” rovata. Az itt felsorolt katonák ugyanis „nem rendelkeztek lófősítő levéllel, de régóta lovon szolgáltak”. Arra is van példa, hogy más székely székekben a gyalog szolgáló lófőket pl. „gyalog lófejek” megjelölés alatt írták össze a jegyzékekben. Sajnos a 17. század második felében keletkezett gyergyószéki összeírások azonban nem ennyire „kibontottak”, így az 1654 után keletkezett szárhegyi lustrajegyzékek gyalogos és lovas csoportjait óvatosan kell kezelni. Az egyéni rendi jogállások meghatározásához kiegészítő információk szükségesek.
Ugyanígy körültekintőnek kell lenni a székely határőrség 1764-es felállításával megalakult gyalog- és huszárezredek tekintetében is. A gyergyószéki huszárok ugyanis nem voltak minden esetben lófők, a lófőrendű családok nagyobb részét pedig az I. Székely Határőr Gyalogezred kötelékébe osztották be. Ezeket a döntéseket nagyban befolyásolta a családok anyagi helyzete, az alkalmasság, vagy egyszerűen csak a célszerűség. (meg. A szárhegyi anyakönyvekben a határőr gyalogkatona latin megnevezése „miles pedestris ordinis”, a határőr huszárkatonáé pedig „miles equestris ordinis”, vagy ezek rövidítése.)
Fontos megemlíteni még, hogy a 18. század elejére a puskás (pixidarii) besorolás, megjelölés is takarhatott lófőrendű katonát.

## A szárhegyi lovaspuskások 1655-ös, csoportos lófősítése
II. Rákóczi György erdélyi fejedelem, 1655. június 28 -án, a Ploesti melletti katonai táborban 9 gyergyószéki település lovaspuskás katonáinak adományozott primipilátust (lófőnemességet), a győztes havasalföldi hadjáratban tanúsított hűséges szolgálataik jutalmául. Az ekkor lófősítettek között 22 szárhegyi lovaspuskás található, ami az összes szárhegyi lófősített katona közel fele!
A hadjárat rövid története:
„ Rákóczy elérte, hogy az új vajda Stefan Görgicze vazallusa lett. Máté is megerősítette a régi alárendeltséget. A két Oláhország így elismerte Erdély fennhatóságát. Máté 1654. április 19-én meghalván, utóda Serbán Konstantin híve maradt Rákóczynak. Mindkét vajda ellen lázadás ütvén ki, erdélyi seregek verték le a felkelőket, 1655-ben. Mikes Kelemen háromszéki főkapitányt, zászlóaljával előre küldve, maga Rákóczy vonult a Bodza-szoroson át Havaselvére, s június 27-én, Ploesti vidékén leverte a fellázadt személyek által vajdává választott Hericzát, s fogva vitte Erdélybe. A ploesti és sztrojesti táborban tömegesen nemesítette és lófősítette a hadjáratban érdemeket szerzett székely csapatokat. 32 ágyút és 55 zászlót foglalt el. Emberemlékezet óta nem történt (mondja egy szász krónikás), hogy Erdély fejedelmének egyszerre két vajda szolgált volna s egy vajdafit, mint foglyot hozott volna magával. „  -
A gyergyószéki és marosszéki lovaspuskások lófősítő kiváltságlevelének szövegezése teljesen azonos. A csoportos lófősítő levelek 1655. június 28-án keltezettek, és Havasalelvén, a Ploest melletti haditáborban készültek. Mindkét kiváltságlevél tartalmát átmásolták az Erdélyi Királyi Könyvek 26. kötetébe (580-582. old., ill. 570-571. old.), mely az alább olvasható gyergyószéki kiváltságlevél forrása. A gyergyószéki átiratból azonban – a marosszéki lófősítő levél tartalmához viszonyítva – lemaradtak az adományozó fejedelem (II. R.Gy.) birtokolt címei ("isten kegyelméből Erdély fejedelme, a Magyar Királyság részeinek uralkodója, a székelyek ispánja"), illetve a lófősített katonák második névsor-blokkjához (gyergyóalfalvi, szárhegyi, ditrói lovaspuskások) tartozó településnevek. A későbbi, 1658-as szárhegyi adó- és katonai összeírás már külön blokkban tartalmazza a lovaspuskásokat, köztük az 1655-ben primipilátussal jutalmazottakat, vagy feleségeiket.
A gyergyószéki lófősítő kiváltságlevél latin nyelvű átirata a Gyulafehérvári Királyi Könyvek 26. kötetének, 580-582. oldaláról:
„Nos Georgius Rakoci Memoriae commendamus tenore praesetitium significantes, quibus expedit universis, quod nos cum ad nonnullorum fidelium dominoram consiliariorum nostrorum singularem nobis propterea factam intercessi onem; tum vero attentis et consideratis fidelitate et fidelibus servitius fidelium Siculorum nostrorum strennuorum agilium
[elősorolva a nevek: Újfaluról, Kilyénfalváról, Tekerőpatakról, Szent Miklósról, Remetéről, Csomafalváról]
in sede Siculicali Gergio, et sub ductoratu egregii Michael Kastal de Ujfalu existente commorantes equitum sclopetariorum, quae ipsi tam praedecessoribus nostris Transilvaniae primipilus, quam etiam nobis et regno huic nostro in omnibus occassionibus rerumque et temporum vicissitunibus, praesertim vero in proxima expeditione nostra transalpinensi, propitio divino numine, contra rebelles regni illius feliciter suscepta, et cum profligatione illorum laudabiliter peracta, fideliter et ausu martiali exhibuerunt et impenderunt, ac imposterum quoque exhibituros et impensuros sese pollicentur: eosdem igitur ac per ipsos filios suos iam natos et imposterum Dei beneficio nascituros, ex speciali gratia et potestatis nostrae principalis plenitudine numero reliquorum libertinorum Siculorum, in quo nati sunt et hactenus extiterunt, clementer eximendos, ac in coetum et numerum verorum natorum et indubitatorum Primipilorum Siculorum annumerandos, aggregandos, cooptandos et adscribendos duximus; prout eximimus,annumeramus, aggregamus, cooptamus et adscribimus praesentium per vigorem; decernentes expresse, ut a modo deinceps successivis semper temporibus iidem equites nostri Pixidarii, haeredesque et posteritates ipsorum universi pro veris et indubitatis Primipilis habeantur et reputentur, omnibusque et singulis iis honoribus, gratiis, privilegiis, indultis, libertatibus, immunitatibus et praerogativis, quibus caeteri veri, nati, et indubitati Primipili Siculi,quomodocunque de jure et ab antiqua consvetudine utuntur, fruuntur, et gaudent, perpetuo uti, frui, et gaudere valeant atque possint; ita tamen ut iidem
[Elősorolva a gyergyóalfalvi katonák nevei:] …
[Elősorolva az alábbi szárhegyi katonák nevei. Névsoruk indul az 581. oldal, alulról 3. sorának végétől és végződik az 582. oldal 4. sorában:]
Nicolaus Barta, Joan et Stephanus simile* Barta, Laurentius Saygo, Joan simile Saygo, Blasius Erős, Stephanus Laczkó, Petrus Szabó, Stephaus Phülöp junior, Nicolaus Kopias, Benedictus Sas, Joann Balas, Benedictus Filep, Joan Varga, Antonius Polgár, Gregorius simile Polgár, Petrus Mincsor, Stephanus simile Mincsor junior Petrus Ferenc, Michael Nagy, Blasius Koacz, Andreas Nagy [ *simile = hasonképpen ]
[Elősorolva a ditrói katonák nevei:] …
haeredesque et posteritates ipsorum universi bonis equis, frameis, sclopetis longis, pulveribus ac globis sufficientibus bene instructi, omnibusque bellicis expeditionibus tam generalibus, quam partialibus pro necessitate suscipiendis regni, ad mandata nostra, successorumque nostrorum semper interesse, et si res postulaverit equis descendere, et more peditum fidelem patriae operam navare debeant et sint astricti in cuius rei memoriam firmitatemque perpetuam praesentes litteras nostras pendentis et authentici sigilli nostri munimine roboratas, memoratis equitibus nostris pixidariis primipilis eorumque haeredibus universis gratiose dandas duximus et concedendas.
Datum in castris nostris Transalpinensibus ad oppidum Ploest locatis, die vigesima octava mensis Junii, anno domini millesimo sexcentesimo quinquagesimo quinto.
GEORGIUS RAKOCI mp „
A kiváltságlevél lefordított részletei:
„ Mi, Rákóczi György, adjuk emlékezetére mindazoknak akiknek illik, hogy egynéhány hűséges tanácsadónk közbenjárására, valamint meggondolván és figyelembe vévén híveinknek hűséges szolgálatát, a következő hű és agilis székelyeket,
[elősorolva a nevek: Újfaluról, Kilyénfalváról, Tekerőpatakról, Szent Miklósról, Remetéről, Csomafalváról],
akik a kiváló gyergyói székely lovaspuskás hadnagy, az újfalvi Kastaly Mihály vezetésével [...] Említetteket megfontolásunk után az igazi és kétségen kívül álló primipilusok rendjébe tartozónak tekintünk a jövőben. Minden tisztséget, kegyet, privilégiumot, engedményt, szabadságjogot utódaikkal együtt élvezzenek és bírjanak, melyet a többi igazi és kétségen kívül álló nemes születésű székely primipilusok jog szerint, vagy a régi szokás szerint élveznek és bírnak. Tegyék még ugyanezt:
[Elősorolva az alfalvi katonák nevei:] …
[Elősorolva az alábbi szárhegyi katonák nevei. Névsoruk indul az 581. oldal, alulról 3. sorának végétől és végződik az 582. oldal 4. sorában:]
Barta Miklós, Barta János, Barta István, Saygo Lőrinc, Saygo János, Erős Balázs, Laczkó István, Szabó Péter, Phülöp István junior, Kopias Miklós, Sas Benedek, Balas János, Filep Benedek, Varga János, Polgár Antal, Polgár Gergely, Mincsor Péter, Mincsor István junior, Ferenc Péter, Nagy Mihály, Kovács Balázs, Nagy András
[Elősorolva a ditrói katonák nevei:] …
Mindezekért nevezettek és utódaik jó lovakkal, karddal, hosszú puskával, porral és golyóval felszerelve kérésünkre minden hadjáratunkra készen álljanak, azokban hűségesen részt vegyenek és ha szükséges, a lóról leszállva gyalog is harcoljanak.
Pecsétünkkel és levelünkkel mi és örököseink védelme alá helyezzük a fent nevezett primipilus puskás lovasokat.
Kelt a Ploest melletti haditáborban Havasalföldön, június 28. napján, az Úr 1655. évében.
RÁKOCZI GYÖRGY mp